# Jorge Azar Gómez
Jorge Eduardo Azar Gómez (Montevideo, Uruguay, 6 de setiembre de 1944 - ibidem, 13 de junio de 2021) fue un diplomático y político uruguayo, quien se desempeñó como subsecretario (viceministro) del Ministerio de Turismo en el año 1993. 

## Primeros años
Nació en Montevideo el 6 de setiembre de 1944.
Cursó estudios primarios y secundarios en el Colegio y Liceo Sagrado Corazón. 
Obtuvo diplomas como técnico en sistemas de computación en las compañías IBM y Bull.
En 1967 ingresó a cumplir funciones como adscripto en enseñanza secundaria, donde permaneció durante seis años.

## Universidad de la República
En 1973 fue transferido en comisión al Ministerio de Educación y Cultura, de donde pasó a desempeñarse como director interventor del centro de computación de la Universidad de la República, intervenida ese mismo año por el Poder Ejecutivo encabezado por Juan María Bordaberry luego del golpe de Estado que dio inicio a la dictadura cívico militar. Participó asimismo de la intervención de la Facultad de Ingeniería de dicha universidad.
En abril de 1974 pasó a desempeñarse como director de Bienestar Estudiantil de la UDELAR,donde permaneció hasta 1977.

## Cargos diplomáticos

### Representante permanente alterno en Naciones Unidas
En octubre de 1977 fue nombrado por el gobierno de Aparicio Méndez como ministro del servicio exterior en el Ministerio de Relaciones Exteriores,y en el mismo acto fue destinado a cumplir funciones como representante permanente alterno en la delegación uruguaya ante la Organización de las Naciones Unidas.
Permaneció en dicho cargo durante cinco años, cesando en noviembre de 1982.

### Cónsul general en Venezuela
En marzo de 1983 fue designado nuevamente por el gobierno de Gregorio Álvarez como ministro en el servicio exterior,y nombrado cónsul general en Caracas, Venezuela. Se trataba de la máxima representación uruguaya en dicho país, ya que las relaciones diplomáticas bilaterales se encontraban rotas desde 1976 como consecuencia del incidente desencadenado por el secuestro de Elena Quinteros.
Las mismas se restablecieron en 1985, tras la restauración de la democracia en Uruguay. En mayo de ese mismo año, Azar cesó en su cargo por disposición del nuevo gobierno de Julio María Sanguinetti.

## Subsecretario de Turismo
En marzo de 1993 el presidente Luis Alberto Lacalle y su ministro de Turismo, el también colorado pachequista José Villar Gómez, designaron a Azar como subsecretario (viceministro) de dicha cartera,sucediendo a Amadeo Ottati.
Ocupó el cargo durante solo ocho meses, cesando en noviembre del mismo año, como consecuencia de importantes enfrentamientos personales y políticos con Villar.
Fue reemplazado por Jorge Borad Arriera.

## Actividad partidaria y electoral
Miembro del Partido Colorado, adhirió dentro del mismo a la Unión Colorada y Batllista liderada por Jorge Pacheco Areco. Ya en 1973 integraba el Comité ejecutivo del movimiento Pacheco vuelve.
Tras la reinstitucionalización democrática, integró la agrupación Batllismo en acción,de la que fue secretario general.
En las elecciones de 1989, encabezó como candidato a la Cámara de Representantes la hoja de votación 14, acompañando la fórmula presidencial Jorge Pacheco Areco-Pablo Millor y con una lista a la Cámara de Senadores en la que figuraba en segundo lugar (detrás del propio Pacheco que encabezaba todas las listas al Senado de su sector).La misma obtuvo 3.104 votos, no alcanzando representación parlamentaria.
En las elecciones de 1994 fue nuevamente primer candidato a diputado por la hoja 14, acompañando en esta oportunidad la fórmula presidencial Jorge Batlle-Federico Bouza y la lista al Senado encabezada por Batlle.La misma obtuvo 226 votos y el sublema Alianza de centro al que pertenecía alcanzó 3.292, no logrando tampoco representación parlamentaria.
En 1999 integró la directiva de la agrupación Vanguardia batllista.En las elecciones internas de 1999 acompañó la prerandidatura presidencial de Luis Hierro López, figurando en el lugar 13 de la lista de candidatos de la hoja 14 a la Convención Nacional del Partido Colorado, encabezada por Hierro,quien fue derrotado en dichos comicios por Jorge Batlle.
De cara a las elecciones departamentales de 2015, se propuso su nombre como candidato a Intendente de Montevideo por el Partido de la Concertación,pero finalmente ello no prosperó.
En las elecciones internas de 2019, volvió a presentarse como candidato encabezando la hoja de votación 123, reivindicando el legado político del pachequismo y respaldando la precandidatura presidencial de Julio María Sanguinetti.
En dichas elecciones la hoja 123 obtuvo 102 votos y la precandidatura de Sanguinetti fue derrotada por la de Ernesto Talvi.
Ante ello, Azar y su grupo abandonaron el Partido Colorado, sumándose al nuevo partido Cabildo Abierto fundado ese mismo año y a la candidatura presidencial de Guido Manini Ríos.

## Otras actividades
En la actividad privada empresarial, integró diversas sociedades comerciales en materia inmobiliaria,de comercio exteriory aeronáutica.

## Vida personal
Era hijo de Jorge Azar Miguel y de Felicia Gómez Cauerque, quienes se casaran en 1937.
Contrajo matrimonio en 1968 con María Cristina Sansone Uriarte,con quien tuvo cuatro hijos, Jorge Pablo, Marcelo Jorge, Sebastián Jorge y Victoria Elena Azar Sansone.
Jorge Azar Gómez falleció en Montevideo el 13 de junio de 2021, a los 76 años de edad, aquejado de Covid-19.